# Martin Tenk
Martin Tenk (ur. 8 lutego 1972 w Ostrawie) – czeski strzelec sportowy. Brązowy medalista olimpijski z Sydney.
Specjalizuje się w strzelaniu pistoletowym. Brał udział w czterech igrzyskach (IO 96, IO 00, IO 04, IO 08). W 2000 zajął trzecie miejsce w strzelaniu z pistoletu dowolnego na dystansie 50 metrów. W 2002 został wicemistrzem świata w tej samej konkurencji.